# Беголли, Фарук
Фарук Беголли урождённый Махмудбегович (серб. Фарук Беголи, алб. Faruk Begolli; 24 января 1944, Печ, Югославия — 23 августа 2007, Приштина (ныне Республика Косово) — югославский актёр кино и телевидения, режиссёр, педагог. Наряду с Бекимом Фехмию считается[кем?] одним из самых известных косовских албанских актёров и режиссёров  в Югославии.

## Биография
Косовский албанец. Сын сенатора, который в 1947 году был объявлен врагом народа и, избегая ареста, покончил жизнь самоубийством.
Учился в средней школе в Приштине. В 1966 году окончил Академию кино в Белграде. Беголли сыграл более чем в 60 фильмах, дебютировав в картине Велько Булайича «Смотря в глаза солнцу» (1966). Снимался в лентах режиссёра Младомира Джорджевича в его фильмах «Сон», «Утро» и «Полдень». 
В конце 1980-х годов переехал в Косово, где работал в университете Приштины как профессор на драматическом факультете. 
Свою последнюю главную роль сыграл в фильме Экрема Крюэзиу «Любовь в проклятых горах»  (алб. Dashuria e Bjeshkeve te Nemuna), а последнюю роль второго плана — в «Жажде Косово» (алб. Etjet e Kosoves), где он также являлся соавтором сценария. 
Беголли умер в 2007 году после продолжительной борьбы с раком.

## Фильмография
- 1985 — Красная казарма / Crvena baraka
- 1983 — Яблоки моего детства / Mahovina na asfaltu
- 1983 — Как придёт, так и уйдет / Idi mi, dodji mi
- 1983 — Восстание в Тимоке / Timočka Buna — подполковник
- 1982 — Тринадцатое июля / Тринаести jул — Мехо, партизан
- 1979 — Партизанская эскадрилья — Поручник Бегович
- 1978 — Судьба / Sudbine
- 1978 — Прибыть до рассвета / Stići pre svitanja — доктор
- 1978 — Любовь и ярость / Žestoke godine — Александр Драгович
- 1976 — Сторож пляжа в зимний сезон / Cuvar plaze u zimskom periodu — Коя, приятель Драгана
- 1976 — Вершины Зелёной горы / Vrhovi Zelengore — Райко
- 1974 — Дервиш и смерть / Dervis i smrt
- 1973 — Биография Йозефа Сулка / Biografija Jozefa Sulca (короткометражный)
- 1972 — Свобода придёт на рассвете / Si të vdiset (Югославия)
- 1972 — Вальтер защищает Сараево | Валтер брани Сараjево — Бранко
- 1970 — Реквием / Rekvijem
- 1970 — Наши манеры / Nasi maniri
- 1970 — Дорогая Ирэна / Draga Irena!
- 1969 — Битва на Неретве / Bitka na Neretvi —  лейтенант Хорст
- 1968 — Трагедия горного ущелья / Uka i Bjeshkëve të Nemura — партизан
- 1968 — Покушение в Сараево / Sarajevski atentat — Неделько Чабринович
- 1968 — Полдень / Podne — Мишко
- 1968 — Операция «Белград» / Operacija Beograd — Яша
- 1968 — Брат доктора Гомера / Brat doktora Homera — крестьянин
- 1967 — Утро / Jutro
- 1967 — Дети воеводы Шмита / Деца војводе Шмита Мирко (дубляж — Игорь Негода)
- 1966 — Мечта / San